# رتب الناتو

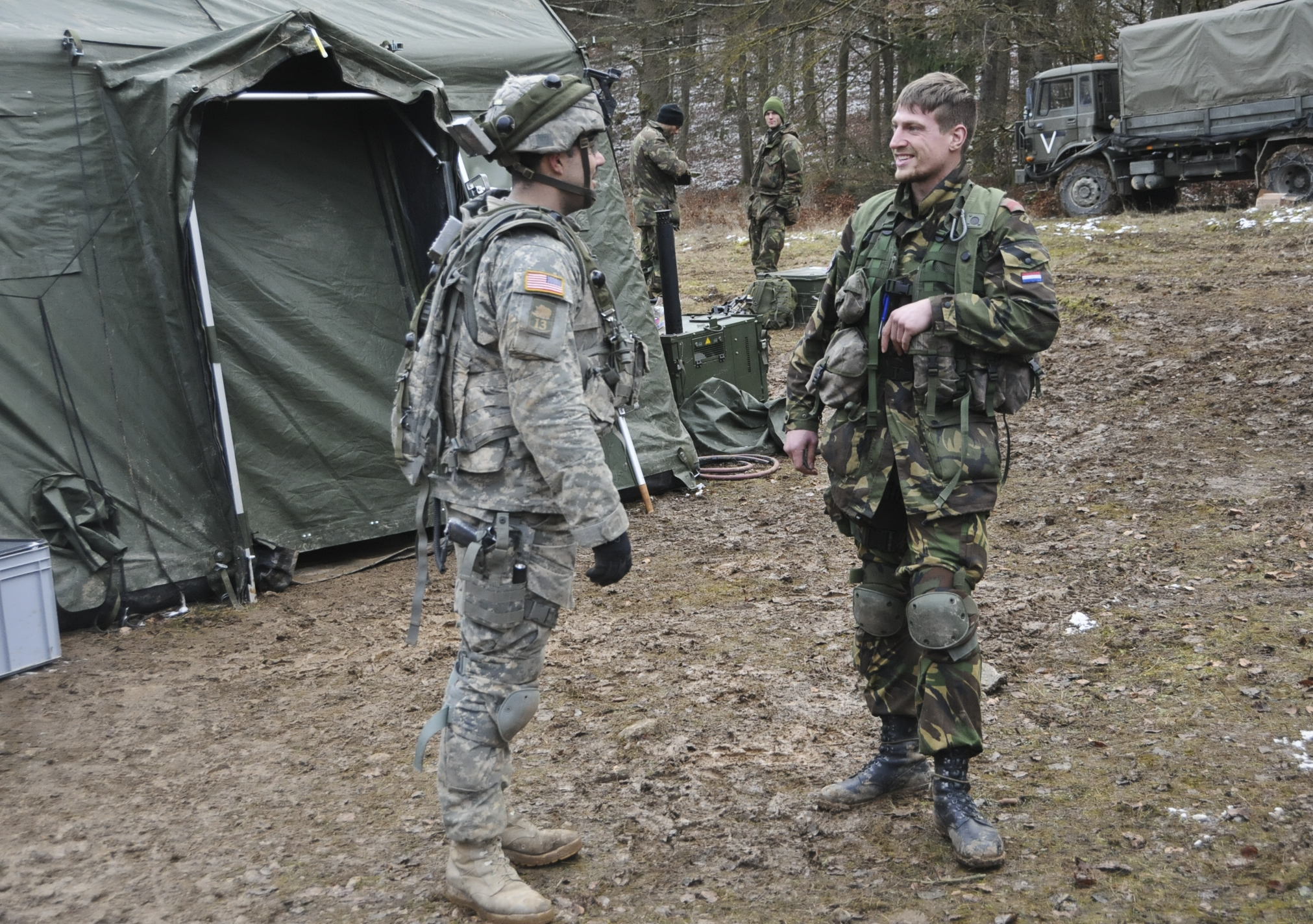
صورة تبين جنود الولايات المتحدة الأمريكية التابعة لحلف الشمال الاطلسي

رتب وشارات الناتو هي شارات الرتب العسكرية المشتركة التي تستخدمها الدول الأعضاء في منظمة حلف شمال الأطلسي.
يتم استخدام مقياس لتحديد المشاركات داخل الناتو.

## تعريفات
يحتفظ حلف الناتو «بمقياس قياسي للرتب» في محاولة لمطابقة الرتب العسكرية لكل دولة عضوة مع الرتب المماثلة التي يستخدمها الأعضاء الآخرون. تم إنشاء تصنيف الرتب في عام 1978 في الوثيقة STANAG 2116، والتي تحمل عنوان «رموز الناتو لدرجات الأفراد العسكريين». هناك مقياسان، رغم أن جميع الدول الأعضاء لا تستخدم جميع النقاط على جداول الناتو وبعضها لديه أكثر من رتبة واحدة في بعض النقاط (على سبيل المثال، العديد من القوات لها رتبتان في OF-1، وعادة ما يكونان ملازمين):

### ضابط الصف
- تُستخدم OF1 – OF10 (من أدنى إلى أعلى) للضباط المكلفين («ضابط/ضابطة»).[1]

### ضباط الأمر
- معظم البلدان ليس لديها فئة وسيطة من الرتب بين الضباط والرتب الأخرى (انظر أدناه). الاستثناء هي الولايات المتحدة، ويتم استخدام درجات ضابط أمر الناتو من WO1 - WO5 (من أدنى إلى أعلى) فقط في صفوف ضباط الصف في الجيش الأمريكي. في البلدان الأخرى التي لها تصنيف «ضابط أمر»، تُعتبر جزءًا من «الرتب الأخرى». (على سبيل المثال، يقابل الرتبة WO1 في الجيش البريطاني رمز الناتو OR-9.)

### رتب أخرى
- تستخدم OR1-OR9 (أدنى إلى أعلى) لجميع الرتب الأخرى («الرتب الأخرى/sous-officiers et militaires du rang»)، [2] بما في ذلك ضباط الصف والجنود.

## مقارنة مع النظم الأخرى
تتوافق الأرقام الموجودة في النظام على نطاق واسع مع نظام تصنيف الأجور العسكرية الأمريكية، OR-x replacing E-x and WO-x replacing W-x. يكون الاختلاف الرئيسي في صفوف الضباط المكلفين، حيث يتعرف نظام الولايات المتحدة على رتبتين في المستوى OF-1 (O-1 و O-2)، وهذا يعني أن جميع أرقام Ox بعد O-1 أعلى بنقطة واحدة على مقياس الولايات المتحدة من على مقياس الناتو (على سبيل المثال، تون رتبة رائد OF-3 على مقياس الناتو و O-4 على مقياس الولايات المتحدة).
الضابط
| رموز الناتو       | OF-10 أوه أف-10 | OF-10 أوه أف-10 | OF-9 أوه أف-9 | OF-9 أوه أف-9 | OF-8 أوه أف-8 | OF-8 أوه أف-8 | OF-7 أوه أف-7 | OF-7 أوه أف-7 | OF-6 أوه أف-6 | OF-6 أوه أف-6 | OF-5 أوه أف-5 | OF-5 أوه أف-5 | OF-4 أوه أف-4 | OF-4 أوه أف-4 | OF-3 أوه أف-3 | OF-3 أوه أف-3 | OF-2 أوه أف-2 | OF-2 أوه أف-2 | OF-1 أوه أف-1 | OF-1 أوه أف-1 | OF-1 أوه أف-1 | OF-1 أوه أف-1 | OF-1 أوه أف-1 | OF-1 أوه أف-1 | OF(D) | OF(D) | OF(D) | OF(D) | OF(D) | OF(D) | تلميذ مرشح | تلميذ مرشح | تلميذ مرشح | تلميذ مرشح | تلميذ مرشح | تلميذ مرشح |
| US DoD Pay Grade ‏ | Special         | Special         | O-10          | O-10          | O-9           | O-9           | O-8           | O-8           | O-7           | O-7           | O-6           | O-6           | O-5           | O-5           | O-4           | O-4           | O-3           | O-3           | O-2           | O-1           |               |               |               |               |       |       |       |       |       |       |            |            |            |            |            |            |
| ----------------- | --------------- | --------------- | ------------- | ------------- | ------------- | ------------- | ------------- | ------------- | ------------- | ------------- | ------------- | ------------- | ------------- | ------------- | ------------- | ------------- | ------------- | ------------- | ------------- | ------------- | ------------- | ------------- | ------------- | ------------- | ----- | ----- | ----- | ----- | ----- | ----- | ---------- | ---------- | ---------- | ---------- | ---------- | ---------- |

الجنود
| رموز الناتو       | OR-9 أوه أر-9 | OR-9 أوه أر-9 | OR-9 أوه أر-9 | OR-9 أوه أر-9 | OR-9 أوه أر-9 | OR-9 أوه أر-9 | OR-8 أوه أر-8 | OR-8 أوه أر-8 | OR-7 أوه أر-7 | OR-7 أوه أر-7 | OR-6 أوه أر-6 | OR-6 أوه أر-6 | OR-6 أوه أر-6 | OR-6 أوه أر-6 | OR-6 أوه أر-6 | OR-6 أوه أر-6 | OR-5 أوه أر-5 | OR-5 أوه أر-5 | OR-5 أوه أر-5 | OR-5 أوه أر-5 | OR-5 أوه أر-5 | OR-5 أوه أر-5 | OR-4 أوه أر-4 | OR-4 أوه أر-4 | OR-4 أوه أر-4 | OR-4 أوه أر-4 | OR-3 أوه أر-3 | OR-3 أوه أر-3 | OR-2 أوه أر-2 | OR-2 أوه أر-2 | OR-2 أوه أر-2 | OR-2 أوه أر-2 | OR-2 أوه أر-2 | OR-2 أوه أر-2 | OR-1 أوه أر-1 | OR-1 أوه أر-1 |
| US DoD Pay Grade ‏ | E-9           | E-9           | E-9           | E-9           | E-9           | E-9           | E-8           | E-8           | E-7           | E-7           | E-6           | E-6           | E-6           | E-6           | E-6           | E-6           | E-5           | E-5           | E-5           | E-5           | E-5           | E-5           | E-4           | E-4           | E-4           | E-4           | E-3           | E-3           | E-2           | E-2           | E-2           | E-2           | E-2           | E-2           | E-1           | E-1           |
| ----------------- | ------------- | ------------- | ------------- | ------------- | ------------- | ------------- | ------------- | ------------- | ------------- | ------------- | ------------- | ------------- | ------------- | ------------- | ------------- | ------------- | ------------- | ------------- | ------------- | ------------- | ------------- | ------------- | ------------- | ------------- | ------------- | ------------- | ------------- | ------------- | ------------- | ------------- | ------------- | ------------- | ------------- | ------------- | ------------- | ------------- |

## الرتب والشارات

### الجيش
- رتب وشارات ضباط جيوش الناتو
- رتب وشارات جنود جيوش الناتو

### القوات الجوية
- رتب وشارات ضباط القوات الجوية التابعة لحلف الناتو
- رتب وشارات جنود القوات الجوية التابعة لحلف الناتو

- رتب وشارات ضباط البحرية التابعة لحلف الناتو
- رتب وشارات جنود القوات البحرية التابعة لحلف الناتو

### اقتباسات
1. ↑  NATO glossary of abbreviations used in NATO documents and publications / Glossaire OTAN des abréviations utilisées dans les documents et publications OTAN (PDF). 2010. ص. 235. مؤرشف من الأصل (PDF) في 2017-10-31.
2. ↑  NATO glossary of abbreviations used in NATO documents and publications / Glossaire OTAN des abréviations utilisées dans les documents et publications OTAN (PDF). 2010. ص. 238. مؤرشف من الأصل (PDF) في 2017-10-31.